# Lax'n'Busto
Lax'n'Busto est un groupe catalan de musique pop-rock apparu en 1986 à El Vendrell (en Catalogne).
Le chanteur principal est Pemi Fortuny Soler (ca) jusqu'en 2006, puis Salvador Racero Alberch entre 2006 et 2016.

## Discographie
- Vas de punt... o què? (1989)
- Lax'n'Busto (1991)
- Qui est tu ? (1993)
- La caixa que puja i baixa (1995)
- A l'auditori (1996)
- Sí (1998)
- Llença't (2000)
- Morfina (2003)
- Amb tu en directe (2004)
- Relax (2007)
- Objectiu: la Lluna (2008)
- Lax'n'Busto a l'Apolo (2009)
- Simfònic (2010)
- Tot és més senzill (2013)
- Polièdric (2019) - album avec sept chanteurs dont Pemi Fortuny

## Membres
- Jaume Piñol Mercader : batterie et chœurs.
- Jesús Rovira Costas : basse et chœurs.
- Pemi Rovirosa : guitare et chœurs.
- Cristian G. Montenegro : guitare.
- Eduard Font : clavier.
- Salva Racero Alberch : chant de 2006 à 2016.
- Pemi Fortuny Soler : chant et guitare jusqu'en 2006.